# Augusto Villacorta Álvarez
Augusto Villacorta Álvarez (Abancay, 8 de julio de 1904-Lima, ?) fue un militar y político peruano. General del Ejército del Perú. Fue ministro de Gobierno y Policía de 1948 a 1950 y de 1955 a 1956, durante el Ochenio de Manuel Odría.

## Biografía
Nació en Abancay, siendo hijo de Leopoldo Villacorta y Grimanesa Álvarez. Cursó sus estudios en el Colegio Nacional de Ciencias del Cuzco. Luego ingresó a la Escuela Militar de Chorrillos, de donde egresó en 1926 con el grado de alférez de caballería.
Completó su formación profesional en la Escuela Superior de Guerra del Ejército (1941); y en el Centro de Altos Estudios Militares (CAEM), del que egresó en 1955.
Fue destacado al Regimiento de Caballería N.º 5. Fue miembro de la Comisión Demarcadora de Límites con Colombia y destacado al Servicio Geográfico del Ejército durante doce años. Fue capitán instructor de la Escuela de Caballería y oficial de Estado Mayor en el Agrupamiento Norte, durante la guerra contra el Ecuador.
Era ya teniente coronel cuando el 3 de noviembre de 1948 juró como ministro de Gobierno y Policía, formando parte de la Junta Militar de Gobierno presidida por el general Manuel Odría, instalada luego de un golpe de Estado. De 1951 a 1953 fue jefe del Regimiento de Caballería Mariscal Domingo Nieto, la escolta del presidente de la República.
Ya con el grado de coronel, fue nuevamente convocado para ejercer como ministro de Gobierno, en diciembre de 1955, tras la crisis política que conllevó a la caída de su antecesor en la cartera, Alejandro Esparza Zañartu. Permaneció en dicho cargo hasta el fin del Ochenio de Manuel Odría, el 28 de julio de 1956, cuando se dio pase a un nuevo periodo democrático.
En febrero de 1956, por resolución legislativa del Congreso, ascendió al grado de General de Brigada.